# KCBX
KCBX – Central Coast Public Radio ist eine Public Radio Station in San Luis Obispo, Kalifornien. Sie strahlt Sendungen von National Public Radio (NPR), wie All Things Considered, aus. Daneben wird Jazz und Klassik gesendet, aber auch Formate wie Democracy Now. Durch ein Netz von Umsetzern ist die Station in der gesamten zentralen Küstenregion Kaliforniens hörbar. Stammfrequenz ist 90,1 MHz, auf der mit 5,3 kW gesendet wird. KCBX ist eigenständig und gehört der gleichnamigen Organisation. Der General Director der von KCBX ist Frank Lanzone.

## KCBX-Umsetzer
KCBX betreibt mehrere Umsetzer, darunter auch zwei lizenzierte Sender. KSBX sendet aus Santa Barbara mit 0,05 kW auf UKW 89,5 MHz, KNBX aus San Ardo mit 3 kW auf UKW 91,7 MHz.
| Umsetzer | Frequenz | Standort    | Effektiv abgestrahlte Leistung (ERP) in Watt |
| -------- | -------- | ----------- | -------------------------------------------- |
| K215AF   | 90,9     | Cambria     | 13                                           |
| K215AG   | 90,9     | Solvang     | 10                                           |
| K215AH   | 90,9     | Avila Beach | 10                                           |
| K216AG   | 91,1     | Cayucos     | 38                                           |
| K236AF   | 95,1     | Lompoc      | 10                                           |